# YUBA liga 1956
La YUBA liga 1956 è stata la 12ª edizione del massimo campionato jugoslavo di pallacanestro maschile. La vittoria finale è stata ad appannaggio del Proleter Zrenjanin.

## Regular season
|     | Squadra               | G  | V  | N | P  | PF    | PS    | Pt. | Qualificazione |
| --- | --------------------- | -- | -- | - | -- | ----- | ----- | --- | -------------- |
| 1.  | Proleter Zrenjanin    | 18 | 14 | 1 | 3  | 1.264 | 1.111 | 29  |                |
| 2.  | AŠK Lubiana           | 18 | 11 | 3 | 4  | 1.186 | 959   | 25  |                |
| 3.  | Partizan Belgrado     | 18 | 10 | 4 | 4  | 1.225 | 1.117 | 24  |                |
| 4.  | Stella Rossa Belgrado | 18 | 10 | 3 | 5  | 1.179 | 1.095 | 23  |                |
| 5.  | Železničar Lubiana    | 18 | 9  | 3 | 6  | 1.250 | 1.178 | 21  |                |
| 6.  | Lokomotiva Zagabria   | 18 | 8  | 1 | 9  | 1.110 | 1.158 | 17  |                |
| 7.  | Sloboda Tuzla         | 18 | 7  | 1 | 10 | 927   | 965   | 15  |                |
| 8.  | Montažno Zagabria     | 18 | 7  | 0 | 11 | 1.156 | 1.194 | 14  |                |
| 9.  | Mladost Zagabria      | 18 | 3  | 3 | 12 | 1.049 | 1.244 | 9   | retrocesse     |
| 10. | Radnički Belgrado     | 18 | 1  | 1 | 16 | 1.037 | 1.362 | 3   | retrocesse     |

| YUBA liga 1956               |
| ---------------------------- |
| Proleter Zrenjanin 1º titolo |

## Formazione vincitrice
| N° | Naz.                  | Ruolo | Sportivo               |  | Alt. |  |
| -- | --------------------- | ----- | ---------------------- |  | ---- |  |
|    | Jugoslavia (bandiera) |       | Vilmoš Loci            |  |      |  |
|    | Jugoslavia (bandiera) |       | Dušan Radojčić         |  |      |  |
|    | Jugoslavia (bandiera) |       | Ljubomir Katić         |  |      |  |
|    | Jugoslavia (bandiera) |       | Milutin Minja          |  |      |  |
|    | Jugoslavia (bandiera) |       | Lajoš Engler           |  |      |  |
|    | Jugoslavia (bandiera) |       | Aleksandar Tornjanski  |  |      |  |
|    | Jugoslavia (bandiera) |       | Ferenc Kurtz           |  |      |  |
|    | Jugoslavia (bandiera) |       | László Rozsíval        |  |      |  |
|    | Jugoslavia (bandiera) |       | Đura Bjeliš            |  |      |  |
|    | Jugoslavia (bandiera) |       | Branimir Lipovčević    |  |      |  |
|    | Jugoslavia (bandiera) |       | Ante Šeparević         |  |      |  |
|    | Jugoslavia (bandiera) |       | Jovan Kifer            |  |      |  |
|    | Jugoslavia (bandiera) |       | Pavle Skorobrin        |  |      |  |
|    | Jugoslavia (bandiera) |       | Miroslav Mirosavljević |  |      |  |
|    | Jugoslavia (bandiera) |       | Lajos Siflis           |  |      |  |
|    | Jugoslavia (bandiera) | All.  | Vojislav Stankov       |  |      |  |